# Cantone di Saint-Dizier-Sud-Est
Il Cantone di Saint-Dizier-Sud-Est era una divisione amministrativa dell'Arrondissement di Saint-Dizier.
A seguito della riforma approvata con decreto del 17 febbraio 2014, che ha avuto attuazione dopo le elezioni dipartimentali del 2015, è stato soppresso.

## Composizione
Comprendeva parte della città di Saint-Dizier e 2 comuni:
- Chamouilley
- Roches-sur-Marne